# Гаррисон (аэропорт)
Муниципальный аэропорт Гаррисон (англ. Garrison Municipal Airport), (FAA LID: D05) — государственный гражданский аэропорт, расположенный в 1,6 километрах к западу от центрального делового района города Гаррисон (Северная Дакота), США.

## Операционная деятельность
Муниципальный аэропорт Гаррисон занимает площадь в 83 гектара, расположен на высоте 590 метров над уровнем моря и эксплуатирует две взлётно-посадочные полосы:
- 13/31 размерами 1128 x 18 метров с асфальтовым покрытием;
- 3/21 размерами 884 x 37 метров с торфяным покрытием.

За период с 31 июля 2007 года по 31 июля 2008 года Муниципальный аэропорт Гаррисон обработал 4220 операций взлётов и посадок воздушных судов (в среднем 350 операций ежемесячно), из них 95 % пришлось на авиацию общего назначения, 5 % — на рейсы аэротакси и менее 1 % составили рейсы военной авиации.